# Fredrik Ericsson
Fredrik Ericsson, född 14 mars 1975 i Sundsvall, död 6 augusti 2010 på K2, Pakistan, var en professionell svensk bergsbestigare och extremskidåkare.

## Biografi
Sommaren 2003 reste Fredrik Ericsson till Pamirbergen i Tadzjikistan där han åkte skidor nerför det 7 495 meter höga berget Peak Somoni (Peak Kommunizma).
2004 blev han förste svensk att åka skidor nerför en 8 000-meterstopp, när han åkte från centrala toppen av Shisha Pangma (8 012 meter) i Tibet.
2005 gjorde Ericsson, tillsammans med sin norske vän Jørgen Aamot, ett försök att åka skidor utför Laila Peak (6 069 meter) i Pakistan. De kom inte riktigt hela vägen och åkte från 5 950 meter. Samma år åkte de också skidor utför Gasherbrum II (8 035 meter), Ericssons andra 8 000-meterstopp. 
2007 återvände Ericsson till Himalaya för att åka skidor utför sin tredje 8 000-meterstopp Dhaulagiri (8 167 meter). Svåra förhållanden tvingade honom att vända vid 8 000 meter. Därifrån gjorde han ett skidåk på 3000 höjdmeter.
Den 6 augusti 2010 omkom han vid ett försök att nå toppen K2 i Karakoram.

## Bestigningar/skidåk
- 2003 besteg Fredrik Ericsson berget Peak Somoni (Peak Kommunizma) och åkte därefter skidor från toppen på 7 495 meter hela vägen ner till 4 500 meter.
- 2004 besteg Fredrik Ericsson centrala toppen på Shisha Pangma och blev vid nerfärden den första svensk att åka skidor nedför ett 8 000 meter högt berg.
- 2005 besteg Fredrik Ericsson Gasherbrum II, och åkte skidor ner tillsammans med norrmannen Jørgen Aamot. Det var Ericssons andra 8 000-meterstopp.

Som acklimatisering inför Gasherbrum II klättrade Fredrik och Jørgen upp till 5 950 meter på Laila Peak (6 069 meter) och åkte därifrån skidor, som de första någonsin, utför berget. 
- 2007 klättrade Fredrik Ericsson på världens sjunde högsta berg, Dhaulagiri (8 167 meter). På 8000 meters höjd blev det alltför lavinfarligt och Fredrik valde att vända om och åkte sedan skidor från 8000 meter till 5 500 meter.
- 2008 påbörjade Ericsson sitt toppförsök på Kangchenjunga den 25 oktober med sin norska klättrarkompanjon Jørgen Aamot. Efter att ha tagit sig upp till 6800 meter så fastnade de i ett kraftigt snöfall . På grund av lavinfaran fick de avbryta toppförsöket och åkte skidor från 6 800 meters höjd till 5 500 meter.
- 2010 omkom Ericsson på morgonen den 6 augusti under ett försök att bestiga K2, omkom Fredrik Ericsson efter ett fall på närmare 1 000 meter.[3]